# 葛西寶麗魚
葛西寶麗魚，為輻鰭魚綱鱸形目隆頭魚亞目慈鯛科的其中一種，分布於南美洲亞馬遜河流域，體長可達12.8公分，棲息在中底層水域，生活習性不明。